# Отар Чиладзе
Чиладзе Отар Іванович (1933—2009) — грузинський письменник, поет і сценарист. Також відомий як перекладач світової літературної класики та творів Олександра Сергійовича Пушкіна грузинською мовою.

## Біографія та творчість
Народився Отар Чиладзе 20 березня 1933 року в Кахетії, у місті Сігнагі. 1938 року йде до першого класу в Батумі. Після закінчення навчання в середній загальноосвітній школі вступає на філологічний факультет Тбіліського державного університету за спеціальністю «журналістика», який 1956 року успішно закінчує.
1958 року починає свою професійну кар'єру в журналі «Цискарі», де працював до 1964 року. У цей же час видає свої перші твори. Зокрема 1963 року побачила світ збірка віршів «Глиняні дощечки», а 1969 року ще одна — під назвою «Дев'ять поем».
Далі письменник поступово переходить до прози, і 1973 року опубліковано роман «Ішла дорогою людина», що висвітлює питання духовного пошуку молодика. У подальших літературних роботах порушено соціально-звичаєві питання грузинського минулого. Серед них такі твори, як «Залізний театр» (1981) і «Березневий півень» (1987).
У творах він один із перших грузинських авторів, які за допомогою своїх, часто ліричних, героїв підняв на поверхню питання про жахи більшовицького терору та післясталінський період, а також відкрив перед читачем усю гаму кольорів грузинської історії.[2]
1991 року Чиладзе починає викладати в Тбіліському театральному інституті, а 1997 року затверджений на посаду генерального редактора журналу «Мнатобі».
1999 року роман «Авелум» номінують на здобуття Нобелівської премії з літератури. Таким чином, Отар Чиладзе стає першим грузинським письменником, що удостоєний честі бути номінованим на таку нагороду.
Помер літератор 1 жовтня 2009 року у віці 76 років. Похований поруч із могилою російського драматурга Олександра Грибоєдова на святій горі Мтацмінда.